# Castello di Doune

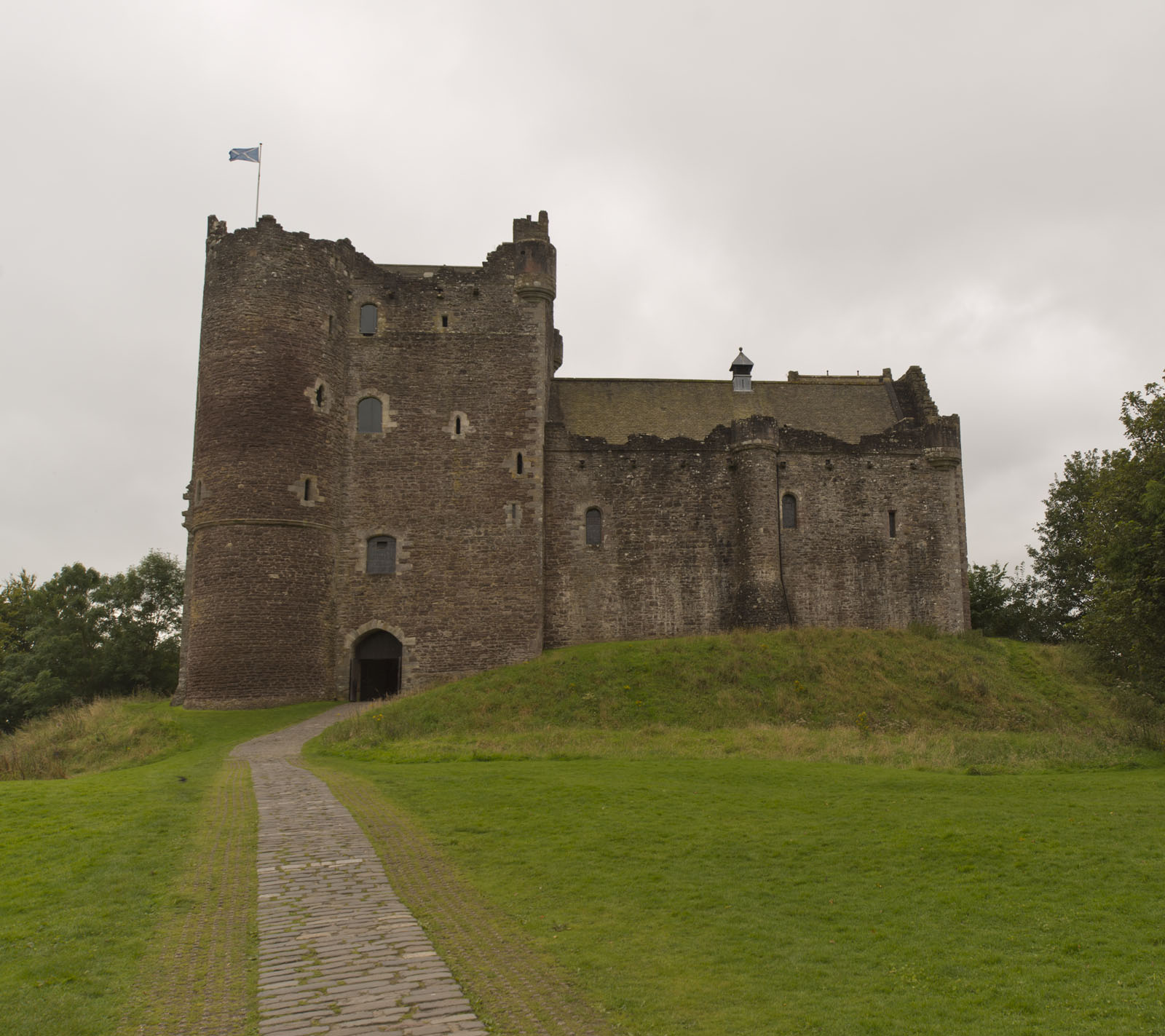
La facciata principale del castello di Doune

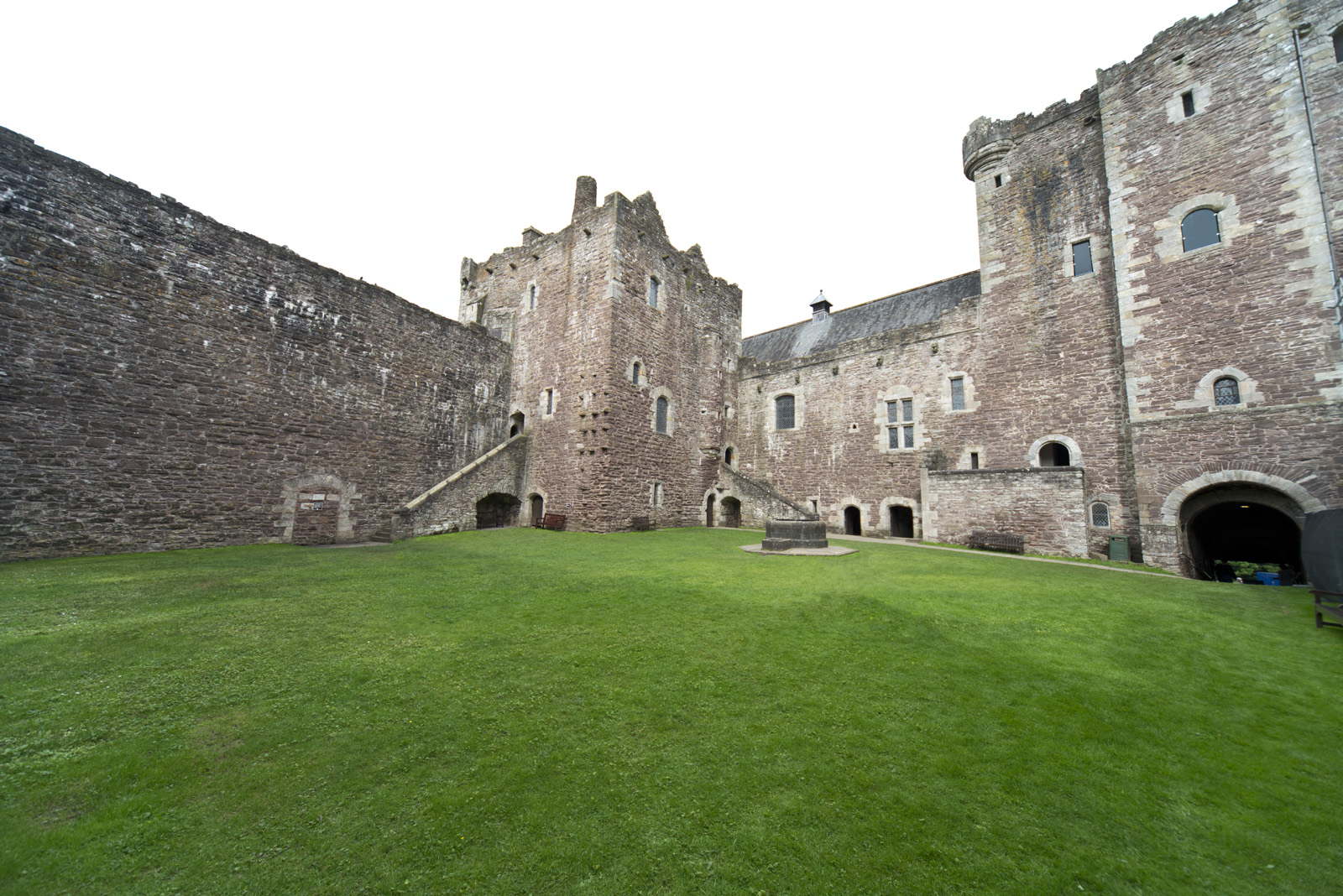
Cortile interno del castello di Doune

Il castello di Doune (in inglese: Doune Castle) è un castello della cittadina scozzese di Doune, nell'area amministrativa di Stirling (Scozia centrale), le cui origini risalgono alla fine XIV secolo. Si tratta di una delle fortezze meglio conservate della Scozia.

## Storia
Il sito del castello era sede di un piccolo avamposto romano costruito durante la fallita invasione delle Highlands sotto Settimio Severo; tuttavia recenti scavi hanno mostrato che sul sito era già presente un forte costruito dalle popolazioni proto-celtiche intorno al VII Millennio A.C.
Il castello fu costruito alla fine del XIV secolo per Robert Stuart, I° duca di Albany e conte di Mentheith e Fife, noto come il "re scozzese mai incoronato".
Con la morte di Robert Stuart, avvenuta nel 1420, il castello fu ereditato dal figlio Murdoch. Cinque anni dopo, Murdoch fu giustiziato da Giacomo I, tornato dall'esilio in Inghilterra, e il castello passò così nelle mani di quest'ultimo.
Nel 1570, l'edificio divenne di proprietà del primo signore di Doune, Sir James Stuart.
Alla fine del XVIII secolo, il castello correva il rischio di cadere in uno stato di rovina. Per salvarlo da questo stato, nel 1883, fu intrapresa un'opera di restauro dell'edificio per volere del conte di Moray.
|  |

Un'ulteriore opera di restauro fu quindi intrapresa circa 100 anni dopo, nel 1970.
Ciononostante la struttura attualmente visibile è in gran parte risalente al XIV secolo, poiché i restauri non ne hanno alterato le strutture in modo significativo.

## Descrizione
Il castello si erge lungo il fiume Teith e aveva un'altezza originaria di circa 100 piedi. L'edificio è a forma di L.

### Interni
La sala principale del castello è la Great Hall, che ha un'altezza di 11 metri.
Notevole è anche il grande camino che risulta tra i dieci più grandi in Europa.

## Il castello di Doune nella cultura di massa
- Il castello di Doune fu una delle location del film del 1975 Monty Python e il Sacro Graal (Monty Python and the Holy GrailI)[1][2][3]
- Vi fu in parte girato l'episodio pilota della serie televisiva Il Trono di Spade[3].
- Il castello ha raffigurato il fittizio "Castel Leoch" nell'adattamento televisivo della serie di romanzi di Outlander.[4] Nel 2024 è stato riutilizzato per le riprese del prequel Outlander: Blood of My Blood.[5]